# خوانيتا (فلم 2019)
خوانيتا هو فيلم درامي أمريكي لعام 2019 من إخراج كلارك جونسون ، من سيناريو من تأليف رودريك إم سبنسر ، استنادًا إلى رواية الرقص على حافة السطح للكاتبة شيلا ويليامز. ومن تمثيل ألفري وودارد وآدم بيتش .
تم إصداره في 8 مارس 2019 بواسطة نتفليكس .

## الحبكة
امرأة من كولومبوس بولاية أوهايو تستقل حافلة غرايهاوند لاينز إلى بوتي ، مونتانا ، حيث تعيد اختراع نفسها وتلتقي بمجموعة مثيرة للاهتمام من الشخصيات في مطعم فرنسي.

## طاقم التمثيل
- ألفري وودارد في دور خوانيتا - امرأة أوهايو
- آدم بيتش بدور جيس - مالك مطعم فرنسي
- لاتانيا ريتشاردسون جاكسون بدور كاي ريتا - أفضل صديقة
- ماركوس هندرسون في دور راندي - ابنه في السجن
- بلير أندروود مثل نفسه
- أشلي أتكينسون بدور بيتشز
- تسولان كوبر في دور ماري - أخت جيس
- بوني جونسون في دور السيدة بيرمان - صديقة دار التمريض
- جوردان نيا إليزابيث بدور بيرتي - ابنة
- Acorye 'White as Rashawn - ابن
- بريان ك. لانديس في دور سائق الحافلة
- تابورا جونسون كراكب خارج الغرب
- جوزيف ياتس في دور كارل
- كات سميث بدور مينيون - ابنة أخت جيس
- سام هينينغز في دور درو
- مايكل هاردينج في دور نيك
- باري راتكليف في دور تشارلي
- إيلين مايلز في دور ماونتن - نائب شريف

## الإصدار
في أبريل 2017 ، حصلت نتفليكس على حقوق توزيع الفيلم.  تم إصداره في 8 آذار / مارس 2019. 

## الإستقبال
على موقع تجميع التعليقات روتن توميتوز ، حصل الفيلم على نسبة موافقة تبلغ 80 ٪ بناءً على 15 مراجعة ، بمتوسط تقييم 6.5 / 10  يقول إجماع النقاد في الموقع: «رحلة خوانيتا المنعشة لتحقيق الذات قد تؤدي إلى وجهة يمكن التنبؤ بها ، لكن أداء النجمة المتميزة ألفري وودارد يمنح هذه الرحلة شرارة لا تقدر بثمن».
صرحت ألفري وودارد أنه تمت كتابة جزء ثانٍ في مقابلة على بودكاست Kermode & Mayo Film Review في 10 يوليو 2020.

## روابط خارجية
- خوانيتا  في قاعدة بيانات الأفلام على الإنترنت (بالإنجليزية)